# 高島屋 (歌舞伎)
高島屋（たかしまや）は、歌舞伎役者の屋号。
四代目市川小團次の実家が江戸市村座で火縄を売る茶屋・高島屋だったことにその名は由来する。
高島屋の代表的な名跡には以下のものがある。なお参考までに定紋も併せて記した。
| 屋号              | 名跡                         | 定紋                         | 定紋 | 備考                                                                                            | 備考                             |
| ----------------- | ---------------------------- | ---------------------------- | ---- | ----------------------------------------------------------------------------------------------- | -------------------------------- |
| たかしまや 高島屋 | いちかわ こだんじ 市川小團次 | みます 三升                  |      | 四代目以降、それ以前は「成田屋」                                                                | 四代目以降、それ以前は「成田屋」 |
| たかしまや 高島屋 | いちかわ ねだんじ 市川子團次 | みますに このじ 三升に子の字 |      | 子團次の定紋は「三升に子の字」だが、代々の子團次は 替紋の「松皮菱に鬼蔦」を使うことの方が多い。 |                                  |
| たかしまや 高島屋 | いちかわ さだんじ 市川左團次 | みますに ひだり 三升に左     |      | 左團次の定紋は「三升に左」だが、代々の左團次は 替紋の「松皮菱に鬼蔦」を使うことの方が多い。     |                                  |
| たかしまや 高島屋 | いちかわ えんしょう 市川莚升 | （不詳）                     |      |                                                                                                 |                                  |
| たかしまや 高島屋 | いちかわ ぼたん 市川ぼたん   | （不詳）                     |      |                                                                                                 |                                  |
| たかしまや 高島屋 | いちかわ えんじゃく 市川莚若 | おにづた 鬼蔦                |      |                                                                                                 |                                  |
| たかしまや 高島屋 | いちかわ くだんじ 市川九團次 | みますに くのじ 三升に九の字 |      |                                                                                                 |                                  |
| たかしまや 高島屋 | いちかわ えんぞう 市川莚蔵   | （不詳）                     |      |                                                                                                 |                                  |